# Forze armate della Slovacchia

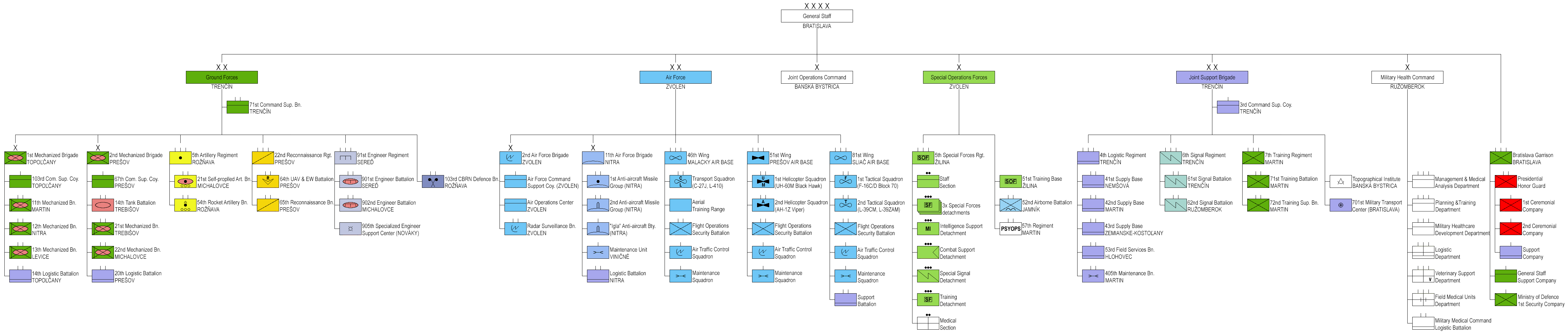
Struttura delle forze armate della Repubblica Slovacca 2024

Le forze armate della Repubblica Slovacca furono divise dall'esercito cecoslovacco dopo lo scioglimento della Cecoslovacchia, avvenuto il 1º gennaio 1993. La Slovacchia è entrata a far parte della NATO il 29 marzo 2004. Dal 2006 l'esercito si è trasformato in un'organizzazione completamente professionale e il servizio militare obbligatorio è stato abolito. Nel 2016 le forze armate slovacche includevano 17 000 militari e 4 800 civili. 

## Forze di terra
- Comando delle forze di terra
- 1ª Brigata Meccanizzata
- 2ª Brigata Meccanizzata
- Brigata di supporto al servizio di combattimento

## Forze aeree
L'aeronautica slovacca, ufficialmente l'aviazione delle forze armate della Repubblica Slovacca, difende lo spazio aereo slovacco dal 1939. L'aeronautica militare slovacca attualmente comprende un'ala di caccia e un'ala di elicotteri e una brigata SAM. Gestisce venti aerei e dieci elicotteri da tre basi aeree, a Malacky, Sliač e Prešov. L'aeronautica slovacca fa attualmente parte del Sistema integrato di difesa aerea e missilistica della NATO (NATINADS).

## Forze per operazioni speciali
- 5º reggimento di forze speciali[7][8]
- 23º battaglione motorizzato
- CIMIC - Centro PsyOps

In futuro verranno aggiunte un'unità di difesa informatica e una base di addestramento SOF.

## Missioni
La Slovacchia ha 169 militari dispiegati a Cipro per UNFICYP. La Slovacchia si è impegnata ad aumentare il numero delle sue truppe in Afghanistan a circa quarantacinque uomini entro la fine del 2016. Ha inoltre quarantuno soldati dispiegati in Bosnia ed Erzegovina per EUFOR Althea. Le truppe slovacche sono state ritirate dal Kosovo perché le forze armate slovacche hanno fissato la priorità per concentrarsi principalmente su una missione in Afghanistan guidata dalla NATO. Dall'indipendenza della Slovacchia nel 1993, ci sono state sessanta morti di personale in uniforme nella linea di servizio alle Nazioni Unite e alla NATO (al 30 aprile 2018).

## Galleria d'immagini

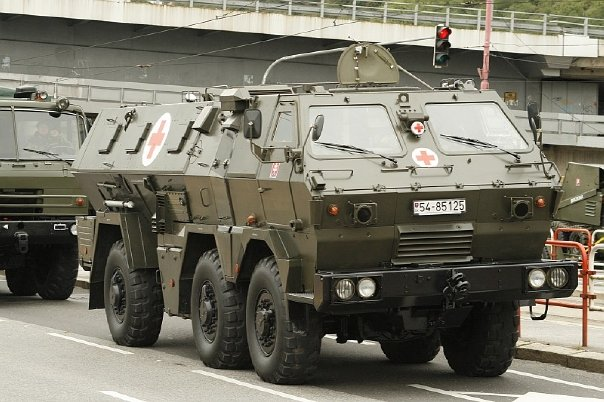
Veicolo blindato Tatrapan
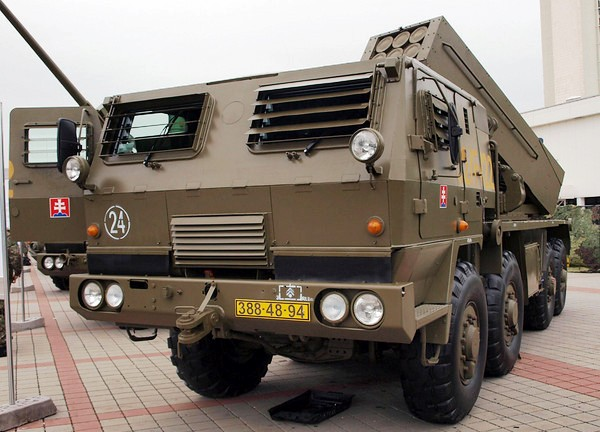
Lanciarazzi multiplo RM-70
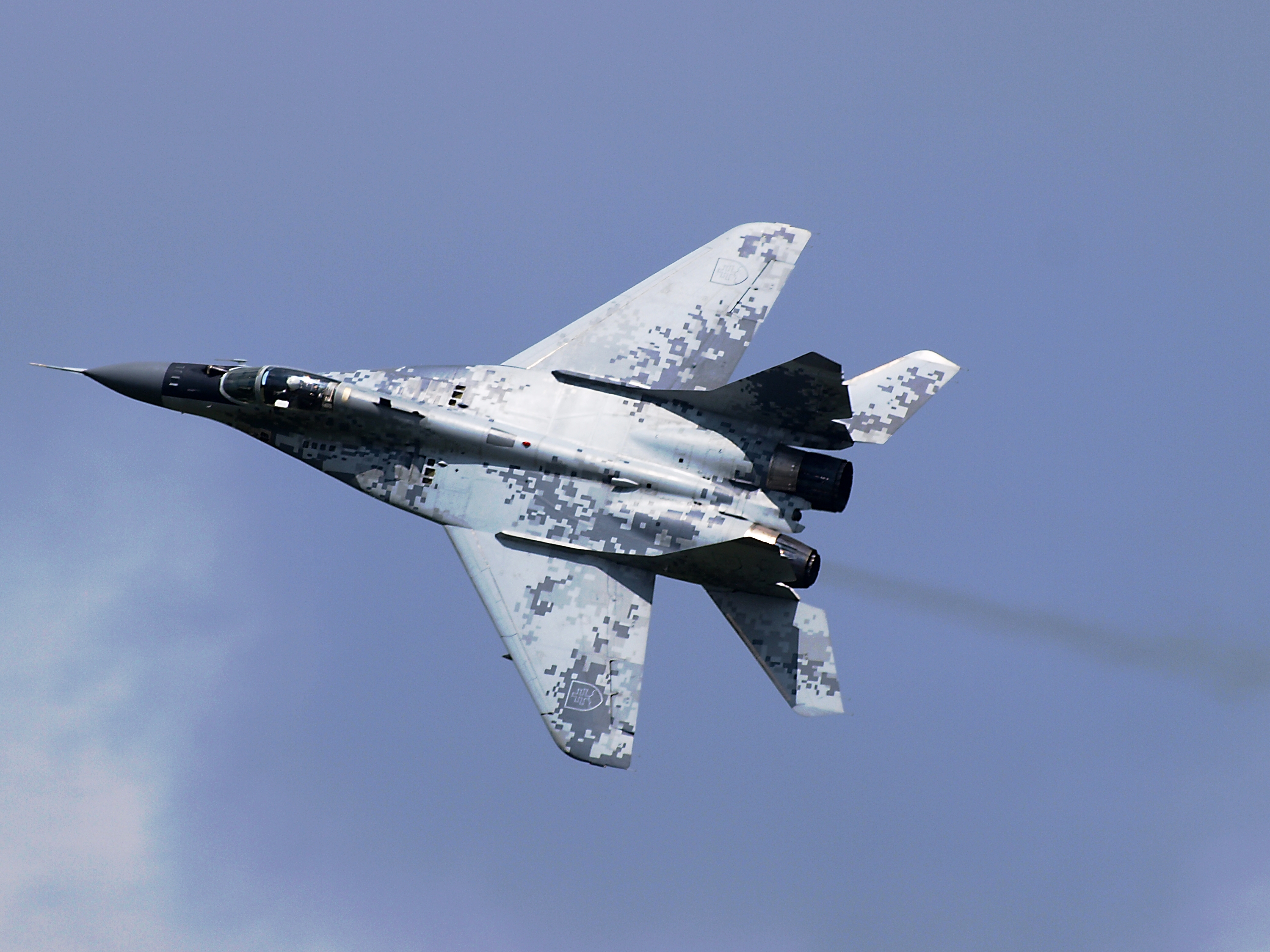
Aereo da caccia multiruolo aggiornato slovacco MiG-29AS
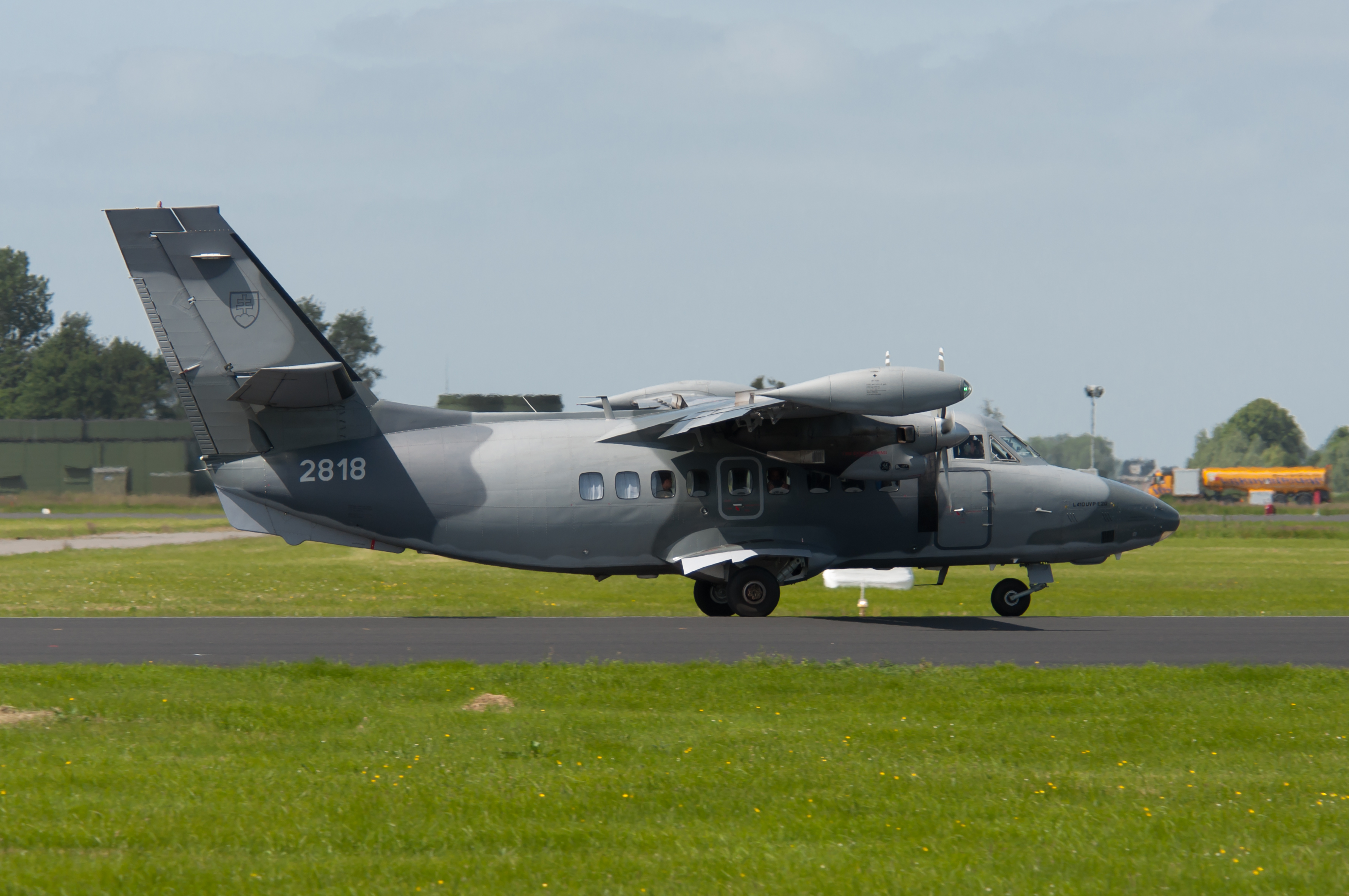
Un Let L-410 dell'aeronautica slovacca
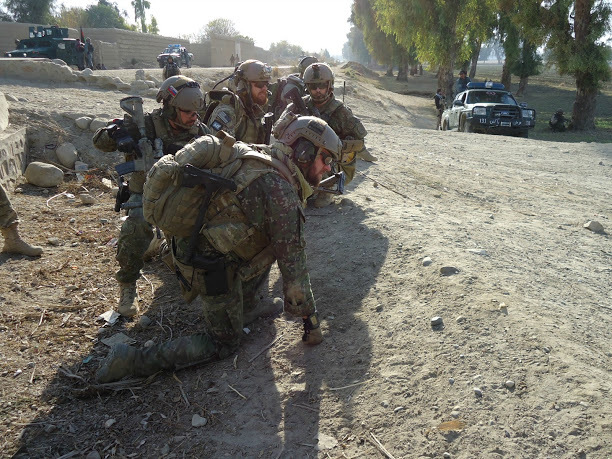
5º reggimento di forze speciali slovacco che opera nell'Afghanistan orientale
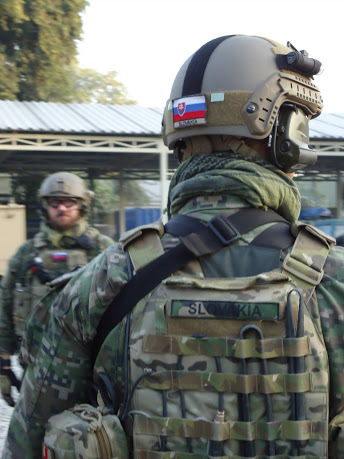
In operazione nell'Afghanistan orientale
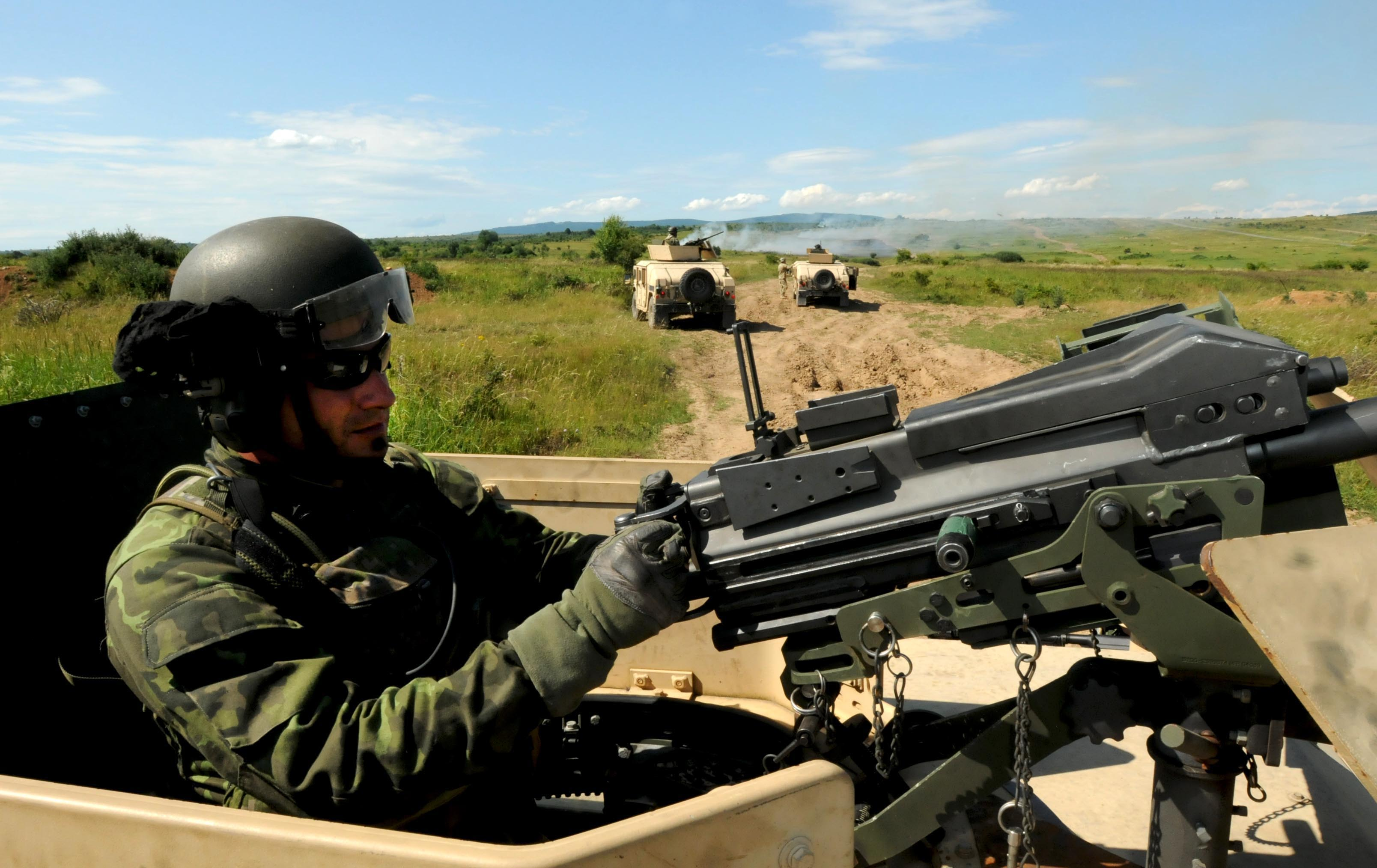
Un membro del 5º reggimento di forze speciali su un HMMWV
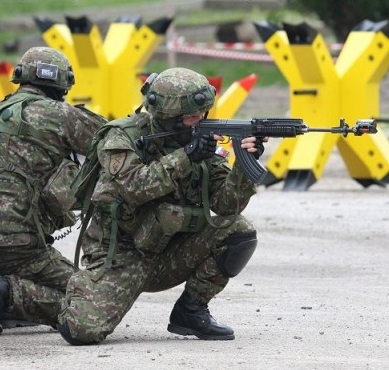
Soldati del 12º battaglione meccanizzato